# Wiktor Nikolajewitsch Mjasnikow
Wiktor Nikolajewitsch Mjasnikow (russisch Виктор Николаевич Мясников, engl. Transkription Viktor Myasnikov; * 3. September 1948 in Tschistopol) ist ein ehemaliger sowjetischer Hürdenläufer, der sich auf die 110-Meter-Distanz spezialisiert hatte.
Bei den Olympischen Spielen 1972 in München schied er im Vorlauf aus.
Über 60 Meter Hürden wurde er bei Halleneuropameisterschaften 1974 in Göteborg Siebter und 1975 in Kattowitz Sechster.
1976 siegte er bei den Halleneuropameisterschaften in München über 60 Meter Hürden und wurde Achter bei den Olympischen Spielen in Montreal, 1977 gewann er Silber bei den Halleneuropameisterschaften in San Sebastián über 60 Meter Hürden.
Im Freien wurde er viermal sowjetischer Meister über 110 Meter Hürden (1972, 1974–1976), in der Halle zweimal über 60 Meter Hürden (1975, 1976) und dreimal über 110 Meter Hürden (1972, 1979, 1980).

## Persönliche Bestzeiten
- 50 m Hürden (Halle): 6,61 s, 3. Februar 1974,	Berlin
- 60 m Hürden (Halle): 7,74 s, 15. Februar 1980, Moskau
- 110 m Hürden: 13,47 s, 7. Juli 1978, Berkeley